# 兰施塔特
兰施塔特是德国黑森州的一个市镇。总面积34.26平方公里，总人口4916人，其中男性2485人，女性2431人（2011年12月31日），人口密度143人/平方公里。